# Debiprasad Chattopadhyaya

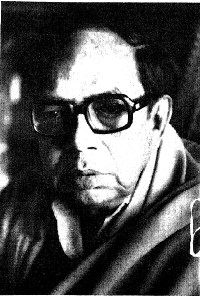
Debiprasad Chattopadhyaya

Debiprasad Chattopadhyaya czyt. Debiprasad Czattopadhjaja (ur. 19 listopada 1918 w Kalkucie, zm. 8 maja 1993 tamże) – indyjski filozof, marksista, oraz materialista. 